# Syllis fusicornis
Syllis fusicornis är en ringmaskart som beskrevs av Schmarda 1861. Syllis fusicornis ingår i släktet Syllis och familjen Syllidae. Inga underarter finns listade i Catalogue of Life.